# Tori katsu

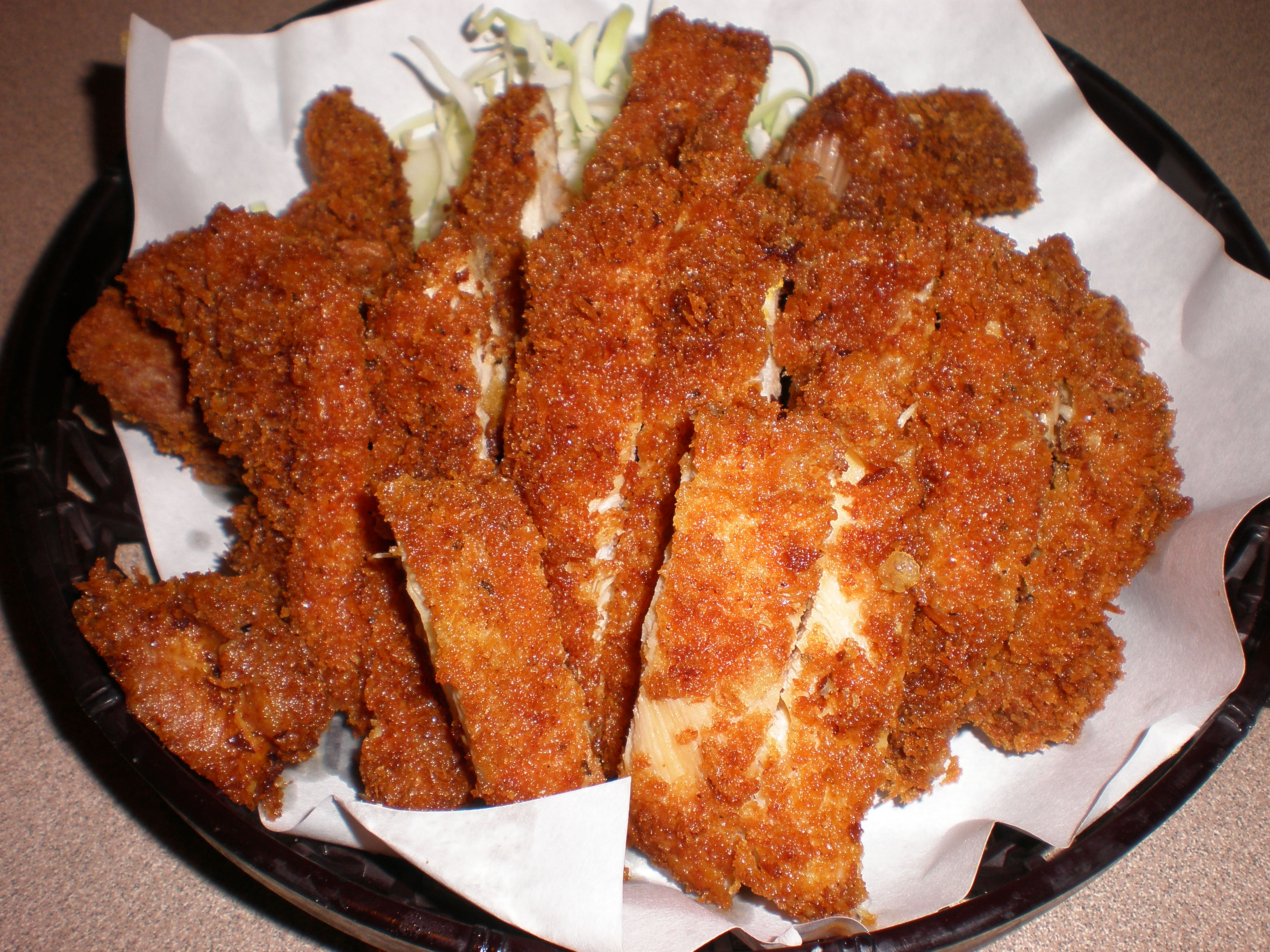
Gà chiên xù kiểu Nhật

Gà chiên xù kiểu Nhật (tiếng Nhật:チキンカツ/chikinkatsu) hay còn gọi là Tori katsu (torikatsu/鶏カツ), còn được biết đến với tên tiếng Anh thông dụng là Chicken katsu là một món ăn từ thịt gà trong ẩm thực Nhật Bản. Trong tiếng Nhật, tori có nghĩa là gà và katsu (カツ) là cách gọi tên cho cách tẩm bột rán một miếng fillet thịt (tiếng Anh gọi là cutlet) của từ kết hợp katsuretsu (カツレツ) và don là cách gọi cho món cơm ăn kèm với một món mặn khác được xếp lên trên cơm trắng. 

## Chế biến
Khi chế biến món này, người ta dùng thịt lườn gà, cũng có thể dùng thịt đùi gà lọc xương. Thịt lườn gà thường là phần thịt khó ăn nhất nếu nấu không đúng cách làm cho thịt bị khô, bở và bứ do phần lườn gà nhìn chung là không có độ mọng nước so với má đùi. Việc bọc bột cho miếng thịt rồi đem rán là một cách giữ cho miếng thịt không bị khô mà giúp chúng trở nên giòn hơn. Món thịt gà rán này ăn kèm với một loại nước sốt riêng, có thể dùng cùng loại sốt của bánh okonomiyaki, hoặc tự làm nước sốt.
Nhìn chung, cách chế biến làm món này rất giống như cách làm tempura của Nhật. Đầu tiên là ướp thịt gà với các loại gia vị như tỏi, nước tương, sau đó phủ thịt gà với lớp bột chiên hoặc tinh bột khoai tây rồi đem chiên ngập dầu. Cả quá trình chế biến chỉ tốn khoảng 30 phút. Lớp bột được chiên ngập dầu sẽ trở nên giòn rụm kế đó là phần thịt gà nóng hổi thấm đậm gia vị được bọc bên trong chiếc áo vàng ươm trông khá hấp dẫn, để đỡ ngán dầu, chúng được bày trên giấy hút dầu cho khô.

## Phổ biến
Món ăn này cũng phổ biến ở Hawaii, California và các khu vực khác trên thế giới. Tori katsu thường được phục vụ với nước sốt tonkatsu (んかつソ), một loại sốt nâu làm từ trái cây nghiền nhuyễn kiểu Nhật dày, hoặc sốt cà chua dày. Như một bữa ăn trưa hỗn hợp Hawaii. Nó thường được phục vụ với bắp cải thái nhỏ, cơm và/hoặc súp miso như là một phần của một kết hợp hai hoặc ba món, hoặc như một bữa ăn tối với cơm và rau. Ở Hawaii, gà katsu cũng phổ biến như Tonkatsu (thịt lợn cốt lết). Nó cũng được phục vụ thay thế tonkatsu trong cà ri katsu và katsudon trong các nhà hàng ăn trưa tại địa phương và trong các cơ sở ăn uống ngon của Nhật Bản.